# Бон-Жезус-да-Лапа (мікрорегіон)
Бон-Жезус-да-Лапа (порт. Microrregião de Bom Jesus da Lapa) — мікрорегіон бразильського штату Баїя. Один з чотирьох частин мезорегіону Валі-Сан-Франсіскану-да-Баїя. Населення становить 168 165 чоловік на 2005 рік. Займає площу 15 702,615 км². Густота населення — 10,7 чол./км².

## Склад мікрорегіону
До складу мікрорегіону включені наступні муніципалітети:
1. Бон-Жезус-да-Лапа
2. Каріньянья
3. Фейра-да-Мата
4. Паратінга
5. Серра-ду-Рамалью
6. Сітіу-ду-Мату

| Бразилія | Це незавершена стаття з географії Бразилії. Ви можете допомогти проєкту, виправивши або дописавши її. |